# Augustine Makalakalane
Augustine Makalakalane (Sudafrica, 15 settembre 1965) è un ex calciatore e allenatore di calcio sudafricano.

## Caratteristiche tecniche
Giocava come centrocampista o attaccante.

## Carriera

### Giocatore

#### Club
Comincia la sua carriera agli Jomo Cosmos, in Sudafrica. Gioca, poi, per molti anni in Svizzera, nello Zurigo e nel Baden.

#### Nazionale
Con la nazionale sudafricana, Makalakalane vince l'edizione del 1996 della Coppa delle Nazioni Africane.

### Allenatore
Nel 2002, tre anni dopo il ritiro dal calcio giocato, ha assunto il ruolo di allenatore ad interim del Black Leopards.
Nel 2009 Makalakalane è diventato allenatore delle Banyana Banyana, la nazionale femminile sudafricana. Nel 2010 è stato al centro di uno scandalo, perché avrebbe chiesto favori sessuali alle sue giocatrici in cambio del posto in squadra. Nel 2011, in seguito alla mancata qualificazione al campionato mondiale, il suo contratto non viene rinnovato dalla Federazione sudafricana. Alla guida della nazionale ha ottenuto un secondo posto e due terzi posti ai campionati africani.
Dopo aver lasciato la guida della nazionale femminile è stato nominato allenatore della squadra di calcio della North-West University.

## Palmarès

### Nazionale
- Coppa d'Africa: 1

Sudafrica 1996